# Tipula (Acutipula) dicladura
Tipula (Acutipula) dicladura is een tweevleugelige uit de familie langpootmuggen (Tipulidae). De soort komt voor in het Palearctisch gebied.